# Фюрк

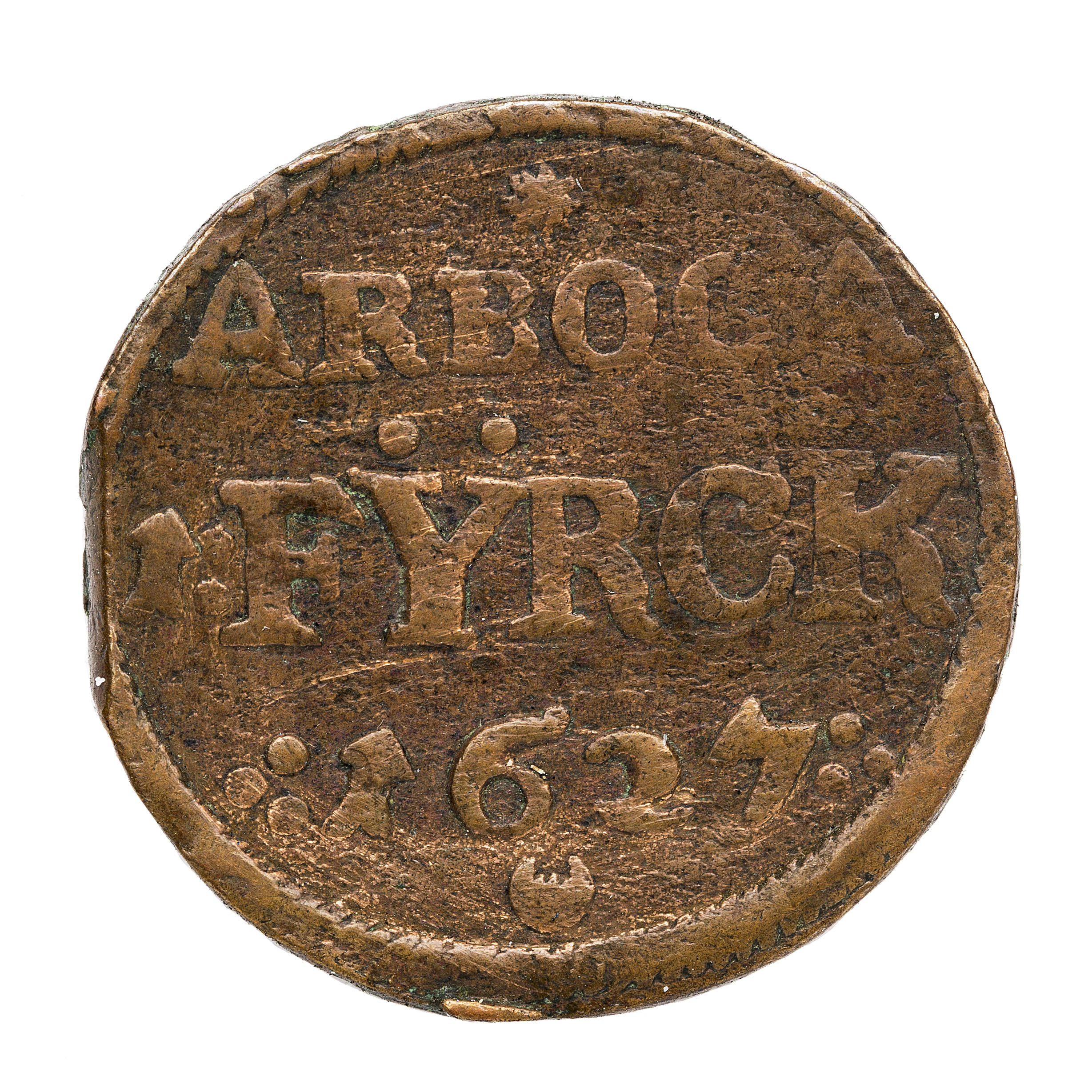
Медный фюрк 1627 года

Фюрк, фырк (швед. fyrk) — название шведской разменной денежной единицы XVI—XVII столетий. Своё название получила от нижненемецкого слова «Vierken» («четыре», «четверть»). Во времена Густава I Ваза (1523—1560) был равным 4 пеннингам или 1⁄6 эре. Все монеты этого периода чеканили из серебра. После продолжительного перерыва их выпуск возобновили в 1575 году, но уже не в качестве 4 пеннингов, а как ¼ эре. Вплоть до 1624 года чеканили фюрки из биллона весом около 1 г при содержании 10% и менее серебра. С 1624 года они становятся медными, весом 7—12 г. Выпуск фюрков производили до 1660 года на монетных дворах Стокгольма, Сетера, Нючёпинга и Арбуги. Фюрки чеканили не только в виде монет, но и клипп.